# Ambidestrismo
L'ambidestrismo è la capacità di poter usare indistintamente entrambe le mani per compiere le azioni che normalmente si compiono con una sola di esse.
Etimologicamente, il termine è composto dalle parole latine ambi ("entrambe") e dexter ("abile").
L'ambidestrismo è dovuto a uno sviluppo simmetrico dell'area corticale motoria e dell'homunculus motorio di entrambi i lati nelle zone deputate al controllo neurale degli arti.
Gli ambidestri sono circa l’1% della popolazione mondiale. Si tratta di una condizione normalmente presente dalla nascita, la cui manifestazione principale si concretizza in un elettroencefalogramma particolare. Tuttavia, alcune persone, dopo essersi abituate ad usare anche l'altro braccio e/o l'altra gamba con esercizio costante, hanno dimostrato di essere in grado di utilizzarli entrambi allo stesso modo.

## Scrittura
Alcune persone possono scrivere con entrambe le mani. Esempi famosi includono Albert Einstein, Benjamin Franklin, Nikola Tesla, James A. Garfield, Leonardo da Vinci.
Nel distretto di Singrauli in India c'è una scuola chiamata Veena Vadini School nel villaggio di Budhela, dove agli studenti viene insegnato a scrivere simultaneamente con entrambe le mani. 

## Sport

### Baseball
L'ambidestrismo è vantaggioso nello sport del baseball, più comunemente osservato nei battitori. Un "battitore ambidestro" è molto apprezzato perché ha maggiori probabilità di colpire la palla con successo se batte con la mano opposta a quella di lancio del lanciatore. Un battitore ambidestro può ottenere questo vantaggio, sia contro i lanciatori destri che mancini.

### Pallacanestro
Un vantaggio dell'essere ambidestro nel basket è il miglioramento delle abilità di base come passaggio e palleggio, che si traduce in un maggiore controllo di palla.

### Sport da tavola
Essere in grado di andare in skateboard con successo non solo con il piede dominante in avanti, ma anche con quello meno dominante, è chiamato "skating switch" ed è un'abilità apprezzata. Esiste la posizione "regular", che prevede la spalla e il piede sinistro rivolti verso la parte anteriore della tavola, e la posizione opposta (la spalla e il piede destro rivolti verso la parte anteriore) è chiamata "goofy". Questi termini sono usati anche nel surf e nello snowboard. Quando si fa skateboard, la spinta con il piede anteriore o posteriore determina se si è considerati regular rispetto a regular-mongo o goofy rispetto a goofy-mongo ("mongo" si riferisce a uno stile di spinta meno comune in cui il piede anteriore viene utilizzato per spingere invece del piede posteriore). La capacità di andare in skateboard sia in regular che in goofy è chiamata "switch stance". Allo stesso modo, surfisti che surfano ugualmente bene in entrambe le posizioni sono detti "switch".

### Sport da combattimento
Negli sport da combattimento, i combattenti possono scegliere di affrontare l'avversario con la spalla sinistra in avanti, in una posizione destrorsa ("ortodossa"), o con la spalla destra in avanti, in una posizione mancina, quindi un certo grado di dominanza incrociata è utile.
Raggiungere l'ambidestrismo è utile se si praticano sport di combattimento con le armi, soprattutto nel caso in cui la mano dominante si infortuni. In passato (e ancora oggi in alcune popolazioni) l'ambidestrismo era molto importante soprattutto per chi dipendeva da un'arma per sopravvivere.

### Cricket
Nel cricket è vantaggioso poter usare entrambe le braccia. I giocatori ambidestri possono prendere o lanciare con una sola mano o con entrambe le mani.

### Biliardo
Nel biliardo, i giocatori possono raggiungere distanze maggiori sul tavolo se sono in grado di giocare con entrambe le mani, poiché la stecca deve essere posizionata sul lato sinistro o destro del corpo.

### Pattinaggio artistico
Nel pattinaggio artistico, la maggior parte dei pattinatori destrorsi esegue rotazioni e salti a sinistra, e viceversa per i mancini, ma è anche una questione di abitudine per le ballerine.

### Football americano
Nel football americano, è particolarmente vantaggioso poter usare entrambe le braccia per svolgere vari compiti. I ricevitori ambidestri possono effettuare prese con entrambe le mani; i linemen possono tenere le spalle dritte e produrre la stessa quantità di potenza con entrambe le braccia; e i punter possono gestire uno snap sbagliato ed effettuare il roll out e calciare con entrambe le gambe, limitando la possibilità di un blocco. Naturalmente i quarterback destrimani potrebbero dover eseguire passaggi con la mano sinistra per evitare i sack.

### Golf
Alcuni giocatori trovano la dominanza incrociata vantaggiosa nel golf, soprattutto se un mancino utilizza mazze destre. Si ritiene che una coordinazione più precisa con la mano sinistra consenta drive (colpi iniziali) più controllati e più potenti.

### Hockey
I giocatori di hockey su ghiaccio possono tirare dal lato sinistro o destro del corpo. Per la maggior parte, i giocatori destrimani tirano a sinistra e, allo stesso modo, la maggior parte dei giocatori mancini tira a destra, poiché il giocatore spesso impugna il bastone con una mano. La mano dominante è in genere posizionata sulla parte superiore del bastone per consentire una migliore gestione di esso e un migliore controllo del disco.
I giocatori di hockey su prato sono costretti a giocare con la mano destra. Le regole del gioco stabiliscono che la palla può essere colpita solo con il lato piatto della mazza. Per garantire che tutti i giocatori competano in condizioni di parità, non esistono mazze per mancini. Nel floorball, come nell'hockey su ghiaccio, i giocatori destrimani tirano a sinistra e, allo stesso modo, la maggior parte dei mancini tira a destra, poiché il giocatore spesso impugna la mazza con una sola mano. I portieri di floorball non usano una mazza, quindi hanno due mani guantate e si comportano in modo molto simile a un portiere di calcio, ma con un casco da hockey su ghiaccio. Quando si avventurano fuori dall'area di rigore, si comportano proprio come un giocatore di calcio.

### Lacrosse
Nel lacrosse campestre, più diffuso negli Stati Uniti, è estremamente vantaggioso poter usare entrambe le mani, poiché i giocatori possono giocare su entrambi i lati del campo e sono più difficili da contrastare in difesa. Di solito nel lacrosse campestre, tutti i giocatori tranne i portieri, ma soprattutto i giocatori offensivi, devono essere in grado di catturare e lanciare con la mano non dominante. Tuttavia, nel box lacrosse, più diffuso in Canada, i giocatori spesso usano solo la mano dominante, come nell'hockey.

### Arti marziali
Nelle arti marziali tradizionali, i praticanti che hanno sviluppato intenzionalmente un ambidestrismo di livello elevato sono in genere più numerosi rispetto agli atleti degli sport da combattimento. Questo perché, a differenza degli sport, che hanno regole strutturate e preferenze comuni tra i giocatori, le arti marziali tradizionali sono pensate per situazioni come l'autodifesa, in cui può verificarsi una gamma più ampia di sfide fisiche.
Alcune arti e scuole praticano tutte o la maggior parte delle tecniche e dei movimenti con entrambi i lati, mentre altre sottolineano che alcune tecniche dovrebbero essere allenate solo sul lato destro o sinistro (sebbene entrambi i lati tendano alla fine a ricevere un'attenzione quasi uguale). Questo può essere dovuto a diverse ragioni. Alcune di queste arti si basano sulla tendenza dei destrorsi a muoversi in modo diverso con il lato sinistro rispetto al destro, e cercano di trarne vantaggio. Allo stesso modo, alcune armi sono più spesso portate da un lato. Ad esempio, la maggior parte delle armi nell'antica Cina veniva impugnata principalmente con la mano destra e sul lato destro; questa abitudine si è tramandata nella pratica di queste armi in epoca moderna. Ad esempio, nello xingyiquan, la maggior parte delle scuole che insegnano il combattimento con la lancia pratica solo sul lato destro, sebbene gran parte del resto dell'arte sia praticata in modo ambidestro.

### Corse automobilistiche
Nelle corse automobilistiche professionistiche, i piloti che partecipano a vari eventi sia negli Stati Uniti che in Europa a volte si imbattono in vetture con il volante montato su lati diversi. Sebbene la capacità di sterzata sia in gran parte inalterata, la mano utilizzata per cambiare marcia lo è, a causa dello schema di cambiata relativo al pilota che cambia: ad esempio, un cambio di marcia che richiede di spostare la leva verso il pilota in un veicolo con guida a sinistra diventa un movimento di allontanamento dal pilota in un veicolo con guida a destra.

### Sport con racchetta
Nel tennis, un giocatore può essere in grado di raggiungere le palle sul lato del rovescio più facilmente se è in grado di usare la mano non dominante. Grazie a un vantaggio fisico sul tempo necessario a colpire la palla con la racchetta contemporaneamente al controllo del movimento dell'avversario, la "lateralità incrociata" tra occhio e mano può essere un fattore decisivo per una prestazione migliore, poiché il giocatore può colpire la palla con la mano non dominante mentre l'occhio dominante può controllare le decisioni di movimento dell'avversario.
Alcuni giocatori di tennistavolo hanno sfruttato la loro capacità di giocare con la mano non dominante per rispondere con il dritto quando ricevono una palla che è fuori dalla portata del rovescio della mano dominante.

### Rugby
Nel rugby a 13 e nel rugby a 15, essere ambidestri è un vantaggio quando si tratta di passare la palla tra compagni di squadra, così come essere in grado di usare entrambi i piedi è un vantaggio per guadagnare posizione in campo calciando la palla in avanti.

### Pallavolo
Un giocatore di pallavolo deve essere ambidestro per controllare la palla in entrambe le direzioni ed eseguire recuperi di base. Infatti il palleggiatore deve essere abile nell'eseguire alzate con entrambe le mani per confondere i bloccanti. Gli schiacciatori d'ala che possono schiacciare con entrambe le mani possono alterare la traiettoria per confondere i tempi dei ricevitori.

### Calcio
Nel calcio essere ambidestri ha dei vantaggi per i giocatori, poiché possono ad esempio tirare in eguale precisione e forza con uno dei due piedi a seconda della situazione.

## Nell'arte
Sebbene la maggior parte degli artisti abbia una mano preferita, alcuni usano entrambe le mani per arti come il disegno e la scultura. Si ritiene che Leonardo da Vinci abbia utilizzato entrambe le mani dopo un infortunio alla mano destra durante la sua prima infanzia. 
Un artista contemporaneo, Gur Keren, può disegnare con entrambe le mani e persino con i piedi. Thea Alba era una nota tedesca che poteva scrivere con tutte e dieci le dita. 

## Nella musica
Nei drum and bugle corps (e nei drum and bell corps), chi suona i rullanti, i tamburi tenori e i grancassisti devono essere in qualche modo ambidestri. Poiché devono attenersi a ciò che il compositore/arrangiatore ha scritto, devono imparare a suonare in modo uniforme in termini di dinamica e velocità con la mano destra e sinistra. Il batterista dei Beatles, Ringo Starr, è mancino, ma suona una batteria per destrimani. Il chitarrista strumentale americano Michael Angelo Batio è noto per essere in grado di suonare la chitarra sia con la mano destra che con la mano sinistra con competenza. L'ambidestrismo di Jimi Hendrix è stato esplorato in psicologia, ma era noto per suonare una chitarra standard per destrimani capovolta per renderla mancina. Il chitarrista Duane Allman era l'opposto di Hendrix, essendo mancino e suonando la chitarra con la mano destra. Shara Lin è naturalmente mancina, ma suona il violino e la chitarra con la mano destra. Lin può anche suonare il pianoforte con la mano sinistra mentre suona la cetra con la destra. 
Nonostante alcuni strumenti esistano versioni per mancini, strumenti come il violino, la viola o il violoncello sono esclusivamente per destrimani.

## Utensili

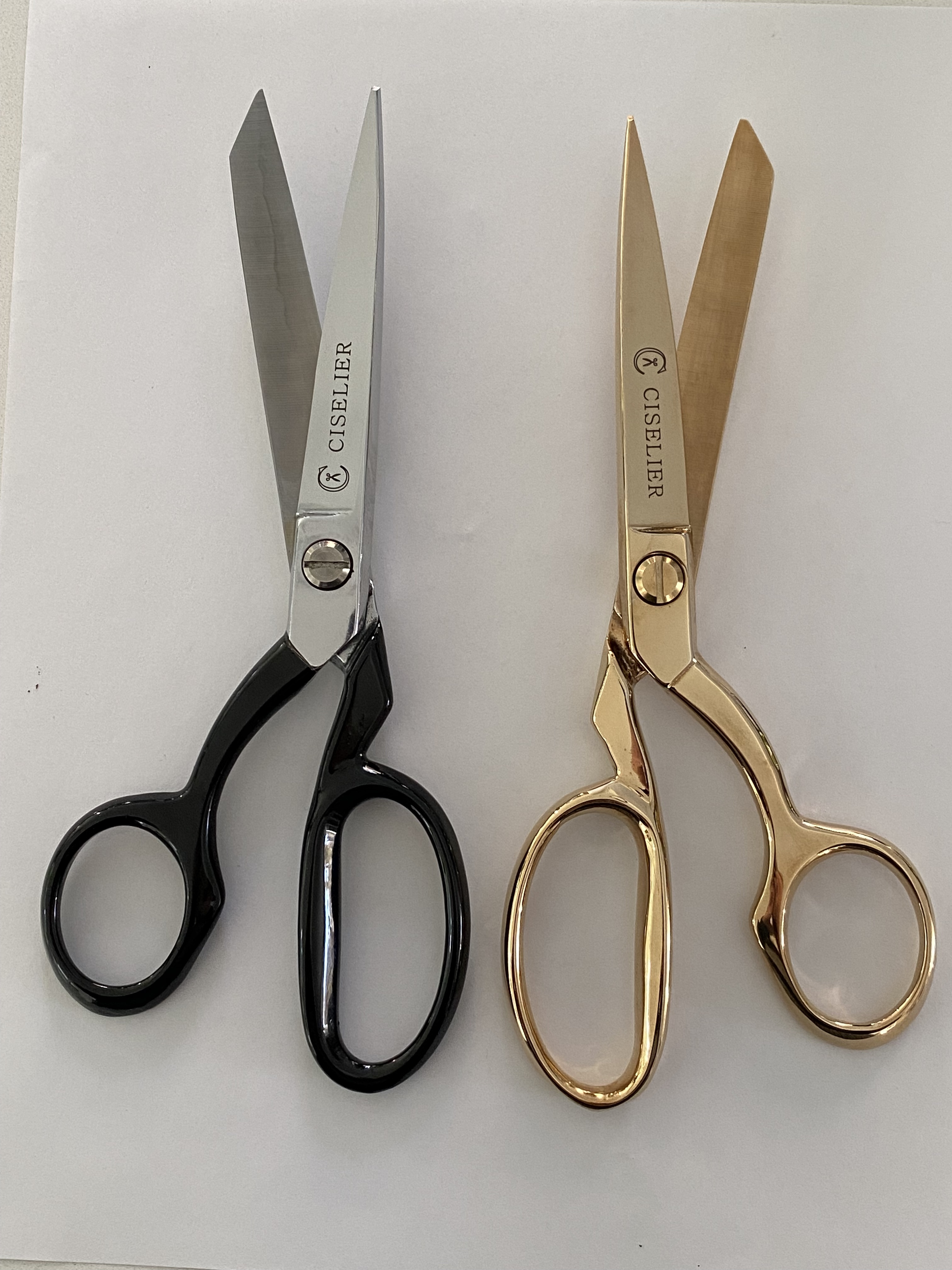
Forbici piegate lateralmente per mancini (sinistra) e destrorsi (destra).

Per quanto riguarda gli utensili, il termine "ambidestro" può indicare che l'utensile può essere utilizzato ugualmente bene con entrambe le mani; un "coltello ambidestro" si riferisce al meccanismo di apertura e di bloccaggio di un coltello pieghevole. Può anche significare che l'utensile può essere intercambiato tra sinistra e destra in qualche altro modo, come una "cuffia ambidestra", che può essere indossata sull'orecchio sinistro o destro. Molti utensili e strumenti sono realizzati specificamente per l'uso con la mano destra e non funzioneranno correttamente se utilizzati con l'altra mano. Esistono negozi dedicati alla vendita di utensili e strumenti realizzati specificamente per l'uso con la mano sinistra. Ad esempio, sono disponibili forbici per mancini e ambidestre.
Molti coltelli vengono venduti affilati in modo asimmetrico per l'uso con la mano destra e riaffilati allo stesso modo. È possibile acquistare coltelli affilati per l'uso con la mano sinistra, e affilare qualsiasi coltello in questo modo.

## Medicina e chirurgia
L'ambidestrismo è importante per lo sviluppo di capacità psicomotorie come la chirurgia e potrebbe persino essere fattore di una maggiore precisione chirurgica in sala operatoria o nelle procedure di chirurgia robotica.

## Persone ambisinistre
Una variante correlata all'ambidestrismo è una persona che è "ambisinistra". Questo termine è quasi l'inverso di ambidestrismo, poiché la radice latina della parola ambi- significa entrambi e la radice latina della parola sinistral significa "sinistra", derivando dalla parola "sinistro". Il termine "ambisinistro" può essere interpretato direttamente come "entrambi sinistri".
Il termine è utilizzato in modo non scientifico per descrivere individui che hanno due mani non dominanti, poiché entrambe sono goffe o insufficienti nell'abilità motoria e sono quindi utilizzate in egual misura. In un articolo del 1992 del New York Times di domande e risposte sull'ambidestrismo, il termine è stato utilizzato per descrivere persone "...con entrambe le mani abili quanto la mano sinistra di un destrorso".

## Animali
Alcuni animali possono essere ambidestri. Anche gli animali senza mani possono mostrare una predominanza di una zampa, un'ala o una pinna, o almeno una preferenza per fare le cose con un lato del corpo piuttosto che con l'altro.